# Baldwin DRS-6-4-1500

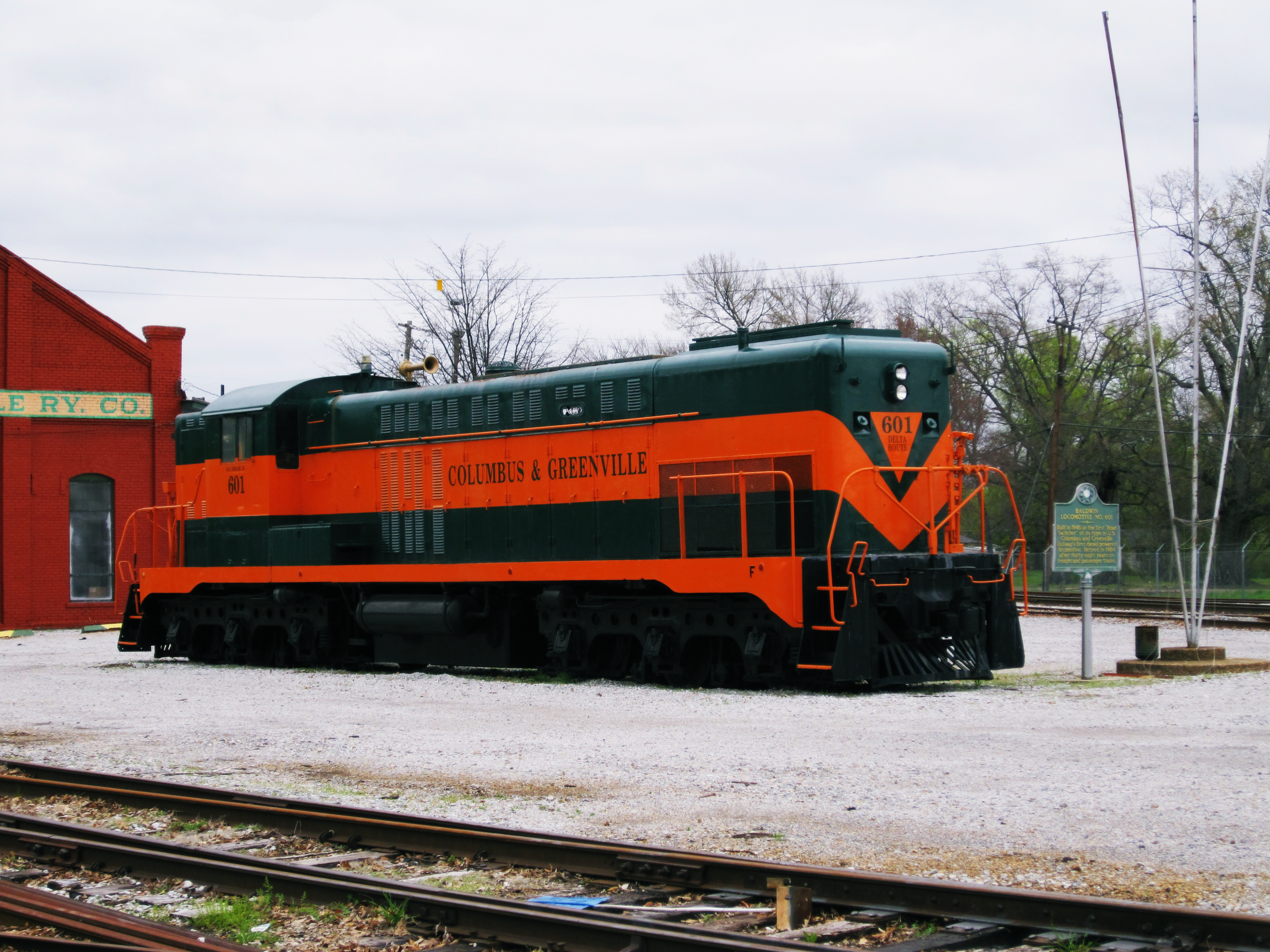
DRS-6-4-1500 du Columbus and Greenville Railway préservée.

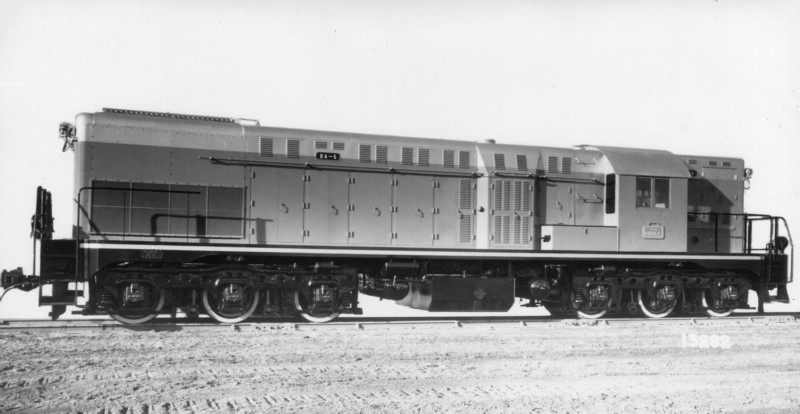
040 DA 5 des Chemins de fer algériens de l’État.

La Baldwin DRS-6-4-1500 était une locomotive diesel-électrique produite par Baldwin Locomotive Works entre 1946 et 1952. La DRS-6-4-1500, l'un des road switchers lourds de Baldwin, était évaluée à 1 500 chevaux et dotée d'un moteur Baldwin 608SC. Elle reposait sur deux bogies à trois essieux avec une disposition de roues A1A-A1A (l’essieu central étant porteur et non moteur). Comme c'était le cas pour presque toutes les conceptions diesel de Baldwin, Westinghouse fourni à l'entreprise tous les composants internes nécessaires aux DRS-6-4-1500, tels que les moteurs de traction, les générateurs et l'équipement pneumatique.
Baldwin a également produit deux modèles de puissance et de dimensions similaires : les DRS-4-4-1500 (de disposition BB) et les DRS-6-6-1500 (CC à six moteurs de traction) produisant un meilleur effort adhérent.
Au total, 91 unités ont été vendues aux États-Unis et dans trois pays d'Afrique du Nord en six ans. 29 unités ont été vendues sur le marché intérieur à sept chemins de fer entre 1946 et 1948, mais le modèle a fait bien mieux sur le marché d'exportation avec 62 unités achetées pour les chemins de fer algériens, marocains et tunisiens entre 1946 et 1952. Le modèle conçu pour la vente à l'étranger en Afrique était répertorié sous le nom de DRS-6-4-1500E et était essentiellement le même que son homologue national, à l'exception d'une configuration de cabine différente en raison de la présence d'un très grand filtre à air. La DRS-6-4-1500 a été remplacée dans le catalogue de Baldwin par l'AS-416 de 1600 ch en 1950, mais le modèle resta produit pour l'exportation jusqu'en 1952.

## Acheteurs originaux
| Chemin de fer                              | Quantité | Numéro(s) de route | Date de construction | Remarques |
| ------------------------------------------ | -------- | ------------------ | -------------------- | --- |
| Baldwin                                    | 2        | 1500 (démo)        | 1946                 | Vendue à l'Union Pacific sous le numéro 1250 en 1948. |
| Baldwin                                    | 2        | 1501 (démo)        | 1948                 | Vendue à Kennecott Copper sous le numéro 901 en 1949, accidentée en 1952 et reconfigurée avec bogies BB.                                                            |
| Chemin de fer Columbus et Greenville       | 5        | 601–605            | 1946-1947            | |
| Chemin de fer de Chicago and North Western | 1        | 1504               | 1948                 | Remotorisée avec un moteur EMD 16-567C de General Motors de 1500 ch.                                                                                                |
| Chemin de fer Norfolk Southern             | 10       | 1501-1510          | 1947-1948            | Les 1504, 1507 et 1508 ont été vendus au Durham & Southern comme 363, 364 et 365, respectivement. Les bogies A1A-A1A des 1507 et 1508 ont été remplacés par des BB. |
| Chemin de fer Savannah and Atlanta         | 8        | 100–107            | 1948                 | |
| Chemin de fer Southern Pacific             | 3        | 5200-5202          | 1948                 | |
| Chemins de fer Algériens                   | 40       | DA 1-15            | 1946-1947            | |
| Chemins de fer Algériens                   | 40       | DB 1-25            | 1947-1948            | |
| Chemins de fer du Maroc                    | 18       | DA 101             | 1946                 | Renuméroté DA 301. |
| Chemins de fer du Maroc                    | 18       | DA 102-105         | 1947                 | Renuméroté DA 302-305. |
| Chemins de fer du Maroc                    | 18       | AD 201-206         |                      | |
| Chemins de fer du Maroc                    | 18       | AD 306-307         | 1949                 | |
| Chemins de fer du Maroc                    | 18       | DA 308-309         | 1951                 | |
| Chemins de fer du Maroc                    | 18       | DC 331-333         | 1952                 | Renuméroté DA 310-312. |
| Chemins de fer Tunisiens                   | 4        | AD 1-4             | 1946                 | Renuméroté DA 301-304 en 1950/52, vendu aux Chemins de fer du Maroc en 1958 et renuméroté DA 321-324 avec une puissance réduite à 750 ch.                           |
| Le total                                   | 91       |                    |                      | |

## Préservation
Aux États-Unis, seul un exemplaire aurait survécu, il appartenait au Columbus and Greenville Railway qui utilisait encore ses cinq DRS-6-4-1500 au début des années 80 alors que les autres avaient été ferraillées de longue date :
- la 601 du Columbus and Greenville Railway est préservée, statique, à Columbus (Mississippi) en livrée d'origine ;
- la 606 du Colombus and Greenville est quant à elle leur seule AS-416 et appartient à l'Illinois Railway Museum, non restaurée, dans sa dernière livrée.

Les locomotives utilisées au Maroc ont été au plus tard retirées du service dans les années 1990. La DA 311 (ex-Méditerranée-Niger) serait préservée en vue d'un futur musée des chemins de fer.